# Phường 7, Bình Thạnh
Phường 7 là một phường thuộc quận Bình Thạnh, Thành phố Hồ Chí Minh, Việt Nam.
Phường 7 có diện tích 0,40 km², dân số năm 2021 là 13.636 người,  mật độ dân số đạt 34.090 người/km².